# Lee Joon-gi
Lee Joon-gi (en hangul, 이준기; Busán, Corea del Sur, 17 de abril de 1982) es un actor, modelo y cantante surcoreano.

## Biografía
Nació en la ciudad de Busan, su familia está constituida por sus padres y una hermana menor. Estudió en la Universidad de Arte de Seúl. 
El 3 de mayo de 2010, comenzó su servicio militar obligatorio, el cual finalizó el 16 de febrero de 2012.
El 18 de abril de 2022, su agencia agencia Namoo Actors anunció que ese mismo día había dado positivo para COVID-19, por lo que se había detenido las actividades que tenía programadas como medida de prevención y seguía las pautas indicadas por el sector salud para su pronta recuperación.

## Carrera
Desde 2014 es miembro de la agencia Namoo Actors, el 22 de marzo de 2021 renovó su contrato con la agencia.
En 2016, protagonizó el drama histórico Moon Lovers: Scarlet Heart Ryeo, interpretando al 4º príncipe Wang So. 
El 26 de julio de 2017, se unió al elenco principal de la serie Criminal Minds donde interpretó al agente Kim Hyun-joon, un ex-Detective y exagente de SWAT, hasta el final de la serie el 28 de septiembre del mismo año. 
En febrero de 2018, se anunció que se había unido al elenco principal de la nueva serie Lawless Lawyer, interpretando a Bong Sang-pil, un hombre que formaba parte una banda antes de convertirse en abogado.
En julio de 2019, se anunció que haría una aparición especial en el tercer episodio de la serie Hotel Del Luna protagonizada por su coestrella en Moon Lovers: Scarlet Heart Ryeo, IU, donde interpretó a un sacerdote.
El 29 de julio de 2020se unió al elenco principal de la serie Flower of Evil donde dio vida a Baek Hee-sung, un artesano del metal que no siente emociones y gana suficiente dinero para mantener a su esposa e hija y mostrar su dedicación como un esposo y padre ejemplar.
El 8 de abril de 2022 se unió al elenco principal de la serie Again My Life donde interpreta a Kim Hee-woo, un hombre quien después de ser asesinado injustamente mientras investigaba a un político corrupto tiene una segunda oportunidad.
En abril del mismo año, se anunció que estaba en pláticas para unirse al elenco de la segunda temporada de la serie Arthdal Chronicles, de aceptar podría dar vida a la versión adulta de Eun-seom. El actor Song Joong-ki dio vida a Eun-seom/Saya durante la primera temporada.
En julio de 2023, se publican fotos de Lee Joon-gi, Jang Dong-gun, Kim Ok-bin en la lectura de guion de Arthdal Chronicles The sword of Aramun.
El 9 de septiembre del mismo año se estrena la segunda temporada de Arthdal Chronicles The sword of Aramun. Éste es un drama de fantasía épica sobre la mítica y antigua tierra de Arth, y la segunda temporada se sitúa aproximadamente una década después de la primera. Lee Joon-gi asume el doble papel de los gemelos Eun Seom y Sa Ya.

## Vida personal
A inicios de 2016, comenzó a salir con la actriz Jeon Hye-bin, sin embargo la relación terminó en agosto de 2017 debido a sus ocupados horarios.

## Filmografía

### Series de televisión
| Año  | Título                                 | Personaje                 | Notas                       |
| ---- | -------------------------------------- | ------------------------- | --------------------------- |
| 2023 | Arthdal Chronicles The sword of Aramun | Eun Seom/Saya             | 12 episodios                |
| 2022 | Again My Life                          | Kim Hee-woo               | [ 18 ] [ 19 ]               |
| 2020 | Flower of Evil                         | Do Hyun Soo/Baek Hee-sung | 16 episodios                |
| 2019 | Hotel Del Luna                         | -                         | ep. #3                      |
| 2018 | Lawless Lawyer                         | Bong Sang-pil             | 16 episodios                |
| 2017 | Criminal Minds                         | Kim Hyun-joon             | 20 episodios                |
| 2016 | Moon Lovers: Scarlet Heart Ryeo        | Wang So, Rey Gwangjong    | 20 episodios                |
| 2015 | She Was Pretty                         | Joon-gi                   | Ep. #9 (aparición especial) |
| 2015 | Scholar Who Walks the Night            | Kim Sung-yeol             | 20 episodios                |
| 2014 | Gunman in Joseon                       | Park Yoon-kang            | 22 episodios                |
| 2013 | Two Weeks                              | Jang Tae-san              | 16 episodios                |
| 2012 | Arang and the Magistrate               | Kim Eun-oh                | 20 episodios                |
| 2009 | Hero                                   | Jin Do-hyuk               | 16 episodios                |
| 2008 | Iljimae                                | Yong / Lee Geom           | 20 episodios                |
| 2007 | Time Between Dog And Wolf              | Lee Soo-hyun / Kay        | 16 episodios                |
| 2006 | The 101st Proposal                     | Joon-gi                   | (aparición especial)        |
| 2005 | My Girl                                | Seo Jung-woo              | 16 episodios                |
| 2004 | Star's Echo                            | Chan Kyu                  |                             |
| 2004 | Drama City: What Should I Do?          | Seong Ho                  | Ep. #234                    |
| 2003 | Nonstop 4                              | -                         | (aparición especial)        |

### Web Drama
| Año  | Título              | Personaje   | Notas    |
| ---- | ------------------- | ----------- | -------- |
| 2018 | Secret Queen Makers | Lee Joon-gi | Ep. #6   |
| 2016 | First Seven Kisses  | Lee Joon-gi | Ep. #1-2 |

### Películas
| Año  | Película                         | Personaje      | Notas                                                             |
| ---- | -------------------------------- | -------------- | ----------------------------------------------------------------- |
| 2017 | Resident Evil: The Final Chapter | Comandante Lee | [ 22 ]                                                            |
| 2016 | Never Said Goodbye               | Jun Ho         | junto a Zhou Dongyu, Ethan Juan, Re Rayza, Xing Jiadong y Yoo Sun |
| 2007 | Virgin Snow                      | Kim Min        |                                                                   |
| 2006 | Splendid Holiday                 | Kang Jin Woo   |                                                                   |
| 2006 | Fly Daddy Fly                    | Go Seung Suk   |                                                                   |
| 2005 | The King and the Clown           | Gong Gil       |                                                                   |
| 2004 | Flying Boys                      | Dong Wan       |                                                                   |
| 2004 | Hotel Venus                      | Boy            |                                                                   |

### Reality
| Año  | Programa                | Notas |
| ---- | ----------------------- | ----- |
| 2018 | Lee Joon-Gi's JG Island |       |
| 2013 | Lee Joon-Gi's JG World  |       |
| 2012 | Lee Joon-Gi's JG Style  |       |

### Apariciones en programas
| Año  | Programa       | Notas                            |
| ---- | -------------- | -------------------------------- |
| 2018 | Knowing Bros   | invitado - junto a IU            |
| 2017 | My Ear's Candy | miembro - junto a Park Min-young |
| 2016 | Running Man    | Ep. #314 - invitado              |

### Documentales
| Año  | Programa                         | Notas               |
| ---- | -------------------------------- | ------------------- |
| 2009 | World Special "LOVE" - Indonesia | junto a Kim Ha-neul |

### Musicales
| Año  | Título         | Notas                                                             |
| ---- | -------------- | ----------------------------------------------------------------- |
| 2010 | Voyage of Life | junto a Moon Jong-won, Kim Da-hyun, Yoon Gong-joo y Son Hyun-jung |

### Anuncios / Endorsos
| Año  | Título                          | Notas                                                           |
| ---- | ------------------------------- | --------------------------------------------------------------- |
| 2021 | Lotte Chilsung - Chilsung Cider | junto a Park Min-young, Song Kang, Park Eun-bin y Kang Ki-young |

### Revistas / sesiones fotográficas
| Año  | Título           | Notas              |
| ---- | ---------------- | ------------------ |
| 2022 | Singles magazine | junto a Kim Ji-eun |
| 2020 | Allure Korea     | [ 28 ]             |
| 2020 | Arena Homme Plus | [ 29 ]             |

## Discografía

### Sencillo
| Año  | Canción | Álbum                             | Notas     |
| ---- | ------- | --------------------------------- | --------- |
| 2012 | One Day | OST de "Arang and the Magistrate" | (parte 6) |

### Álbum
| Fecha de lanzamiento                                                         | Título             | Canciones                                                                                             | Notas                    |
| ---------------------------------------------------------------------------- | ------------------ | --- | ------------------------ |
| 10 de diciembre de 2018                                                      | Delight            | 1. "Accepted" 2. "For Us" 3. "Can't Be Slow"                                                          |                          |
| 3 de diciembre de 2016                                                       | Thank You          | 1. "Thank You" 2. "Now" 3. "We Wish You a Merry Christmas"                                            |                          |
| 21 de noviembre de 2014                                                      | Exhale             | 1. "Ma Lady" 2. "U" 3. "For A While" 4. "Bring Da Beat" 5. "Ma Lady" (Inst.) 6. "For A While" (Inst.) | - (ft. Yoo Seung-chan) - |
| 10 de diciembre de 2013                                                      | My Dear            | 1. "Fever" 2. "My Dear" 3. "Fiery Eyes" 4. "Foolish Love" 5. "Selfless Dedicated Tree"                | - (nueva versión)        |
| 29 de enero de 2013                                                          | CBC / Case by Case | 1. "The Answer" (Intro) 2. "Tonight" 3. "Case By Case" 4. "Closer" 5. "Lost Frame"                    |                          |
| 25 de abril de 2012 (edición regular) 16 de marzo de 2012 (edición limitada) | Deucer             | 1. "Together" 2. "The Rain" 3. "Born Again" 4. "Sweet Memory                                          |                          |
| 2009                                                                         | J Style            | 1. "J Style" 2. "Soliloquy" 3. "I'm Ready" 4. "Selfless Dedicated Tree" 5. "Fiery Eyes"               | - (álbum japonés)        |
| 2006                                                                         | My Jun, My Style   | 1. "One Word" 2. "Don't Know Love" 3. "Foolish Love"                                                  | - (Babo Sarang)          |

## Embajador

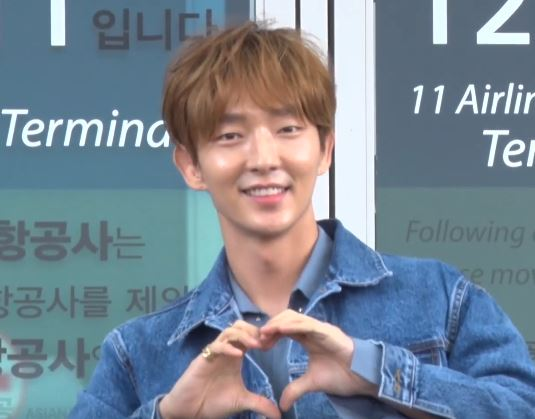
Lee Joon-gi en el 2019.

| Año         | Título                                                 | Reconocimiento              |
| ----------- | ------------------------------------------------------ | --------------------------- |
| 2015 - 2016 | Ritz-Carlton Seoul                                     | Embajador Promocional       |
| 2010        | 2010 Shanghai Expo: Korea Pavilion in Shanghai, China  | Embajador Honorario PR      |
| 2009 - 2010 | Honorary Tourism Ambassador Korea Tourism Organization | Embajador Honorario         |
| 2008 - 2009 | Legal System Officer (名譽法制官)                      | Oficial Honorario           |
| 2008        | Seoul Hallyu Festival                                  | Embajador Honorario         |
| 2008        | Cultural Exchange Between Korea and China              | Embajador de Buena Voluntad |
| 2007        | Anti-piracy Film                                       | Embajador Honorario         |
| 2007        | Exhibition of 'Immortal Painter'-Van Gogh              | Embajador Honorario PR      |
| 2006        | 10th Bucheon International Fantastic Film Festival     | Embajador Honorario         |

## Premios y nominaciones
| Año  | Categoría                                          | Premio                                    | Trabajo                             | Resultado |
| ---- | -------------------------------------------------- | ----------------------------------------- | ----------------------------------- | --------- |
| 2022 | Top Excellence Award (Actor)                       | 30th SBS Drama Awards                     | Again My Life                       | Ganó      |
| 2021 | Best Actor                                         | 57th Baeksang Arts Award                  | Flower of Evil                      | Nominado  |
| 2020 | Asia Celebrity (Actor)                             | 5th Asia Artist Award                     | Flower of Evil                      | Ganó      |
| 2020 | AAA Best Artist (Actor)                            | 5th Asia Artist Award                     | Flower of Evil                      | Ganó      |
| 2018 | Best Male Asian Star                               | StarHub's Night of Stars Award            | Lawless Lawyer                      | Ganó      |
| 2018 | Actor of the Year                                  | 13th Annual Soompi Award                  | Criminal Minds                      | Ganó      |
| 2017 | Fabulous Award                                     | 2nd Asia Artist Award                     | Criminal Minds                      | Ganó      |
| 2016 | Actor of The Year                                  | 2016 Taiwan's KKTV Award                  | Moon Lovers: Scarlet Heart Ryeo     | Ganó      |
| 2016 | Best Couple Award (junto a IU)                     | 24th SBS Drama Award                      | Moon Lovers: Scarlet Heart Ryeo     | Ganaron   |
| 2016 | Top 10 Stars Award                                 | 24th SBS Drama Award                      | Moon Lovers: Scarlet Heart Ryeo     | Ganó      |
| 2016 | Hallyu Star Award                                  | 24th SBS Drama Award                      | Moon Lovers: Scarlet Heart Ryeo     | Ganó      |
| 2016 | Top Excellence Award                               | 24th SBS Drama Award                      | Moon Lovers: Scarlet Heart Ryeo     | Nominado  |
| 2015 | Top 10 Stars Award                                 | 34th MBC Drama Award                      | Scholar Who Walks the Night         | Ganó      |
| 2015 | Top Excellence Award                               | 34th MBC Drama Award                      | Scholar Who Walks the Night         | Nominado  |
| 2015 | Outstanding Korean Actor                           | 10th Seoul International Drama Award      | Gunman in Joseon                    | Ganó      |
| 2014 | Best Couple Award (junto a Nam Sang-mi)            | 28th KBS Drama Award                      | Gunman in Joseon                    | Ganaron   |
| 2014 | Excellence Award                                   | 28th KBS Drama Award                      | Gunman in Joseon                    | Ganó      |
| 2014 | Top Excellence Award                               | 28th KBS Drama Award                      | Gunman in Joseon                    | Nominado  |
| 2013 | Excellence Award                                   | 32nd MBC Drama Award                      | Two Weeks                           | Nominado  |
| 2013 | Top Excellence Award                               | 2nd APAN Star Award                       | Two Weeks                           | Ganó      |
| 2013 | Outstanding Korean Actor                           | 8th Seoul International Drama Award       | Arang and the Magistrate            | Ganó      |
| 2012 | Best Couple Award (junto a Shin Min-a)             | 31st MBC Drama Award                      | Arang and the Magistrate            | Ganaron   |
| 2012 | Top Excellence Award                               | 31st MBC Drama Award                      | Arang and the Magistrate            | Nominado  |
| 2012 | Grand Prize, Korean Wave Category                  | 5th Skapa Award                           | Lee Joon-gi's JG Style              | Ganó      |
| 2009 | Martial Arts Actor Award                           | Korean Martial Arts Federation            | Iljimae / Time Between Dog and Wolf | Ganó      |
| 2009 | Special plaque of Appreciation                     | Tourism Authority of Thailand             | -                                   | Ganó      |
| 2009 | Popularity Award                                   | 28th MBC Drama Award                      | Hero                                | Ganó      |
| 2009 | Top Excellence Award                               | 28th MBC Drama Award                      | Hero                                | Nominado  |
| 2009 | Best Actor (Television)                            | 45th Baeksang Arts Award                  | Iljimae                             | Nominado  |
| 2008 | Top 10 Stars                                       | 16th SBS Drama Award                      | Iljimae                             | Ganó      |
| 2008 | Netizen Popularity Award                           | 16th SBS Drama Award                      | Iljimae                             | Ganó      |
| 2008 | Top Excellence Award                               | 16th SBS Drama Award                      | Iljimae                             | Ganó      |
| 2008 | Hot Drama Star, Male                               | 2nd Mnet 20's Choice Award                | Iljimae                             | Nominado  |
| 2008 | Hot Global Star                                    | 2nd Mnet 20's Choice Award                | -                                   | Nominado  |
| 2008 | Most Popular Actor                                 | 3rd Seoul International Drama Award       | Time Between Dog and Wolf           | Ganó      |
| 2007 | Most Popular Actor                                 | 43rd Baeksang Arts Award                  | Fly, Daddy, Fly                     | Ganó      |
| 2007 | K-Wave Special Award                               | 2nd Asia Model Award                      | -                                   | Ganó      |
| 2007 | Best Pretty Boy                                    | 1st Mnet 20's Choice Award                | -                                   | Nominado  |
| 2007 | New and Superior Star Award                        | 3rd Andre Kim Best Star Award             | -                                   | Ganó      |
| 2007 | 'South Korean Artist of the Year                   | China Fashion Award                       | -                                   | Ganó      |
| 2007 | Excellence Award                                   | 26th MBC Drama Award                      | Time Between Dog and Wolf           | Ganó      |
| 2007 | Male Rising Star Award                             | 12th Busan International Film Festival    | -                                   | Nominado  |
| 2007 | Rising Star Award                                  | 27th Hawaii International Film Festival   | -                                   | Ganó      |
| 2007 | Overseas Star Award                                | 10th Shanghai International Film Festival | -                                   | Ganó      |
| 2006 | Best Actor                                         | 3rd Max Movie Award                       | King and the Clown                  | Ganó      |
| 2006 | Best New Actor                                     | 29th Golden Cinema Film festival          | King and the Clown                  | Ganó      |
| 2006 | Best New Actor                                     | 14th Chunsa Film Art Award                | King and the Clown                  | Nominado  |
| 2006 | Best New Actor                                     | 6th Korea Youth Film Festival             | -                                   | Ganó      |
| 2006 | Male Rising Star Award                             | 11th Busan International Film Festival    | -                                   | Nominado  |
| 2006 | InStyle Fashionista Award                          | 42nd Baeksang Arts Award                  | -                                   | Ganó      |
| 2006 | Best New Actor                                     | 42nd Baeksang Arts Award                  | King and the Clown                  | Ganó      |
| 2006 | Korean Wave Popularity Award                       | 43rd Grand Bell Award                     | King and the Clown                  | Ganó      |
| 2006 | Popularity Award                                   | 43rd Grand Bell Award                     | King and the Clown                  | Ganó      |
| 2006 | Best New Actor                                     | 43rd Grand Bell Award                     | King and the Clown                  | Ganó      |
| 2006 | Best New Actor                                     | 5th Korean Film Award                     | King and the Clown                  | Ganó      |
| 2006 | Best On-Screen Couple Award (junto a Kam Woo-sung) | 27th Blue Dragon Film Award               | King and the Clown                  | Ganaron   |
| 2006 | Popular Star Award                                 | 27th Blue Dragon Film Award               | King and the Clown                  | Ganó      |
| 2006 | Best New Actor                                     | 27th Blue Dragon Film Award               | King and the Clown                  | Nominado  |
| 2006 | Best Actor in a Music Video                        | 8th Mnet KM Music Festival                | "Grace"                             | Ganó      |